# Giulietta Simionato
Giulietta Simionato (12. maj 1910 – 5. maj 2010) var en Italiensk mezzosopran, og en af de store sangere i efterkrigstidens opera. Hun debuterede i 1927 og fortsatte indtil sin pensionering i 1966. Simionato var meget beundret for levende sang i et bemærkelsesværdigt bredt repertoire, og gjorde sig godt i både dramatiske og komiske roller og i lyrik og det tungere repertoire. Hun var efterspurgt på alle store operahuse og arbejdede med tidens største stjerner. Hun havde et godt forhold til datidens bedste sopraner, Maria Callas og Renata Tebaldi, og blev i vidt omfang beundret af kolleger og publikum, både for hendes varme, sans for humor og professionalisme.